# 嘉惠發電廠
嘉惠發電廠為位於臺灣嘉義縣民雄鄉松山村的火力發電廠。

## 發展概要
台灣政府於1995年1月1日起，開放民間業者可經營發電廠業務，由嘉義當地的商界聞人蕭火綿的三福集團遂與美國Destec Energy電力公司籌設嘉惠電廠，於1995年年7月28日取得政府開放民營電廠籌設許可，向台糖公司承租土地，1998年6月通過環境影響評估報告審查。後因Destec Energy的海外資產為美國AES電力集團所收購，但在AES對台灣電力市場興趣缺乏的情況下，遂將其於新投資電廠的股權轉由遠東集團旗下的亞洲水泥於1999年6月接手。
亞泥入主後，積極進行建廠工作，包括與台電、中油分別簽訂購售電合約（PPA）及天然氣燃料供應合約（FSA）；並向美國奇異公司（GE）購買Gas Turbin；也與美國GEII公司簽訂電廠運轉及長期維護合約；過程中克服嘉義當地居民的溝通障礙，以降低抗爭；接著進行電廠基礎的整地工程及天然氣管線與輸電線工程之前置作業；選定EPC統包商與中華開發銀行為主的銀行團簽訂聯合授信等各階段建廠先期工作。
電廠建造工程於2002年3月8日開工後，經台灣電力公司會同性能測試過關後，於2003年12月15日正式商轉。
此外，由於三福集團於建置階段退股，故於2003年1月再邀日本電源開發株式會社（J-POWER）投資入股，以強化電廠營運的專業技能。看好綠及及循環經濟之未來前景，遠東集團亞洲水泥股份有限公司於2020年9月宣布買回日本電源開發株式會社（J-POWER）所持有之39.97%所有股份。目前股東組成有遠東集團亞洲水泥股份有限公司（持股比例99.69%）及其他個人股東（總持股比例約0.31%）。

2018年亞泥公司為配合政府能源政策，經台電公司IPP電廠招標成功，於2019年起籌建嘉惠發電廠第二部複循環發電機組，2019年1月亞泥集團與臺灣銀行等10多家銀行完成新臺幣105億元聯貸案，投入嘉惠電廠二期擴建工程中，第二期新建機組為裝置容量510MW的複循環發電機組，同樣與一號機使用氣冷式冷卻系統，預計完工後可供應45萬戶民生全年用電，2021年5月嘉惠發電廠鄰近松山村居民抗議，指出嘉惠電廠尚未取得電業執照卻啟動運轉，對此嘉惠電廠回覆指出，因電廠於4月起開始進行試運轉作業，期間運轉狀況不順，導致有較大聲響或是蒸氣產生，並非電廠發生爆炸，待試運轉作業完成並取得各項安全認證後才會申請商轉。2021年8月嘉惠發電廠二號機竣工，並取得商轉執照正式運轉。

## 設備

### 發電機組

#### 商轉中
| 氣渦輪發電機類型                                                                                       | 熱回收爐類型                           | 汽輪發電機類型                        | 機組數量 （汽渦輪機+汽輪機） | 發電燃料 | 裝置容量（MW） | 商轉日期   | 狀態   |
| --- | -------------------------------------- | ------------------------------------- | ---------------------------- | -------- | -------------- | ---------- | ------ |
| GT1-1 美国奇異公司製氣渦輪發電機 · GT1-2 美国奇異公司製氣渦輪發電機 · GT1-3 美国奇異公司製氣渦輪發電機 | 斗山集團製三壓再熱式自然循環熱回收鍋爐 | ST-1 日本東芝製汽輪發電機             | 3部汽渦輪機 1部汽輪機        | 天然氣   | 670MW          | 2003年12月 | 商轉中 |
| GT2 美国奇異公司製7HA.02氣渦輪發電機                                                                   |                                        | ST-2 美国奇異公司製STF-A650汽輪發電機 | 1部汽渦輪機 1部汽輪機        | 天然氣   | 535MW          | 2021年8月  | 商轉中 |

## 外部連結
- 嘉惠電力股份有限公司（页面存档备份，存于） （繁體中文）